# Регулювання стоку
Регулювáння стóку — штучний цілеспрямований перерозподіл у часі річкового стоку відповідно до вимог споживання, який відбивається у збільшенні чи зменшенні стоку в порівнянні з природним режимом у певні періоди. 
Необхідність регулювання стоку зумовлена потребами забезпечення водою різних галузей господарства (гідроенергетика, млинарство, водопостачання, зрошування, обводнення, водний транспорт, рибництво, рекреація). Здійснюється шляхом створення водосховищ і ставків, лісонасаджень, снігозатримання тощо. За тривалістю циклів розрізняють добове, тижневе, сезонне (річне) і багаторічне регулювання. Найпоширеніше сезонне, коли затримують повеневі та поводкові води і витрачають їх у маловодний період року. Ступінь зарегульованості характеризується коефіцієнтом зарегульованості стоку. 
У басейнах річок України збудовано бл. 27000 ставків і водосховищ (станом на поч. 1990-х рр.). 